# Huron, Kalifornien
Huron är en stad (city) i Fresno County, i delstaten Kalifornien, USA. Enligt United States Census Bureau har staden en folkmängd på 6 838 invånare (2011) och en landarea på 4,1 km².